# 莊智淵
莊智淵（1981年4月2日—），出生于臺灣高雄市鼓山區，是台灣乒乓球運動員。莊智淵於2003年12月到達生涯最高的世界排名第3，並獲選為2003年台灣十大傑出青年以及2003年、2012年、2021年台灣的運動精英獎得主。

## 生涯
莊智淵出生在高雄。父親莊漢傑曾是全國桌球雙打冠軍；母親李貴美曾是國家代表隊桌球成員；哥哥莊智雄也是大專桌球國手。莊家在莊智淵很小的時候就經營乒乓球館；他8歲時就開始學習打乒乓球，展現乒乓球天份，母親即是他的啟蒙教練。
1993年，進入中國大陸国家乒乓球二队训练。右手横握球拍快攻结合弧圈打法。1999年赴德国打球，打法中融入了亚洲人的快速和欧洲人的旋转，尤其速度之快让很多球员难以适应。2002年夺得國際桌總巡迴賽總決賽男子单打冠军，与德国的蒂莫·波爾和中国大陸的王皓一起成为世界乒乓球坛的三大新星。
2002年，莊智淵贏得了個人第一個國際桌總職業巡迴賽於巴西公開賽的男子單打冠軍，並且在同年年底他的個人世界排名上升到第3位，也是個人的生涯最高排名。隔年他進入雅典奧運男子桌球單打八強，最終敗給中國大陸好手王皓。而在男子雙打的比賽，他與蔣澎龍搭檔，最後在十六強不敵波蘭選手組合。
2008年8月22日，為了希望培養出更多桌球好手並精進於球技，於家鄉高雄市鼓山區購買土地並獨資數千萬元，興建一座四層樓的「智淵乒乓運動館」
。同年莊智淵於2008年北京奧運會男子桌球單打第三輪敗給新加坡好手楊子。
2012年6月，莊智淵加入德国桌球甲级联赛的文達不萊梅體育俱樂部打球。稍後在8月的倫敦奧運他闖入男子桌球單打四強，最終在銅牌戰中遭到德國好手迪米特里·奥恰洛夫逆轉擊敗以第四名坐收，是他的生涯中最接近奧運獎牌的一次，因此也成為他最大遺憾。
2013年5月20日，莊智淵與陳建安搭擋，在法國巴黎所舉辦的桌球頂級賽事世界桌球錦標賽拿下男雙冠軍，為台灣選手首度於世錦賽奪金。2014年5月4日，於世錦賽男子團體八強賽事中獨拿兩場勝利，率隊晉級男團四強，創下台灣男團首次於世錦賽奪牌的歷史紀錄。
2016年8月6日，莊智淵在里約奧運男子桌球單打第三輪中，敗給奈及利亞的夸德里·阿魯納，遭到淘汰出局。
2021年7月27日，莊智淵在東京奧運男子桌球單打16強賽中，敗給埃及好手奧瑪·阿薩爾。完賽當晚，於個人Facebook專頁中發文感謝球迷，並提及其長年致力關懷的流浪動物：「謝謝大家、也謝謝大家一起愛浪浪。」
2022年3月5日，莊智淵在2022年WTT阿曼挑戰賽男子雙打中，搭配智淵乒乓館徒弟彭王維，奪得銀牌佳績。
2022年11月19日，莊智淵在2022桌球亞洲盃男子單打中，於四強敗給日本好手張本智和，並在銅牌戰中對戰日本選手宇田幸矢，最終以局數4:2勝出，贏得生涯第二面亞洲盃銅牌。
2024年8月6日，莊智淵在巴黎奧運男子桌球團體8強賽中，以局數1:3不敵日本。賽後莊智淵也宣布這是生涯最後一次奧運。
2025年8月，獲國立中山大學聘為體育課程副教授、並指導桌球校隊。

## 歷年成績
- 1999年奧地利公開賽男子單打、男子雙打八強。
- 2000年亞洲錦標賽男子雙打八強；波蘭公開賽男子雙打四強；瑞典公開賽男子單打八強。
- 2001年美國公開賽男子單打四強；巴西公開賽男子單打八強、男子雙打四強；國際乒聯總決賽男子雙打八強。
- 2002年卡塔爾公開賽男子單打亞軍；意大利、美國、韓國公開賽男子單打八強；日本、荷蘭公開賽男子單打亞軍；第14屆亞運會男子單打亞軍；國際乒聯巡迴賽總決賽男子單打冠軍。
- 2003年亞錦賽男子單打八強、男子團體亞軍；克羅地亞公開賽男子單打四強。
- 2004年雅典奧運會男子單打八強。
- 世界團體錦標賽男子第八名；國際乒聯巡迴賽美國站男子單打亞軍，希臘站、巴西站男子單打四強。
- 2005年中華民國全國運動會男子單打金牌。
- 2005年亞洲桌球錦標賽男子團體銅牌。
- 2006年杜哈亞運男子雙打銅牌。（與蔣澎龍搭檔）。
- 2006年新加坡乒乓球公開賽男子單打亞軍[19]。
- 2007年台北桌球公開賽男子單打八強[20]。
- 2007年亞洲錦標賽男子雙打銅牌（與吳志祺搭檔）。
- 2008年北京奧運會男子單打十六強。
- 2011年職業桌球智利公開賽男子單打冠軍。
- 2012年倫敦奧運會男子單打殿軍。
- 2013年職業桌球奧地利公開賽男子單打四強。
- 2013年職業桌球奧地利公開賽男子雙打亞軍。
- 2013年世界桌球錦標賽男子雙打冠軍（與陳建安搭檔）。
- 2013年第26屆亞洲桌球錦標賽男子單打季軍。
- 2014年世界桌球錦標賽男子團體銅牌。
- 2014年仁川亞運乒乓球男子單打銅牌。
- 2015年亞洲桌球錦標賽男子單打銅牌。
- 2016年匈牙利公開賽男子單打、男子雙打冠軍（與黃聖盛搭檔）。
- 2016年德國公開賽男子單打銅牌。
- 2016年里約奧運會男子單打三十二強[21]。
- 2017年卡達公開賽男子單打四強。
- 2019年克羅地亞公開賽男子單打四強。
- 2020年東京奧運會男子單打十六強。
- 2020年東京奧運會男子團體八強。
- 2021年杜哈亞洲桌球錦標賽男子單打銀牌。
- 2021年杜哈亞洲桌球錦標賽男子團體銀牌。
- 2022年WTT阿曼挑戰賽男子雙打銀牌（與彭王維搭檔）。
- 2022年ATTU亞洲盃男子單打銅牌。
- 2022年杭州亞運男子雙打銅牌。（與林昀儒搭檔）。
- 2022年杭州亞運男子團體銅牌。
- 2024年WTT貝魯特支線賽第二站男子單打冠軍。
- 2024年WTT曼谷球星挑戰賽男子單打八強。
- 2024年WTT曼谷球星挑戰賽男子雙打亞軍（與高承睿搭檔）。
- 2024年巴黎奧運會男子團體八強。

## 國際賽事成績
| 年份   | 賽事                     | 公開賽級別 | 項目     | 成績   |
| ------ | ------------------------ | ---------- | -------- | ------ |
| 1999年 | 奧地利乒乓球公開賽       | 白金系列賽 | 男子單打 | 八強   |
| 1999年 | 奧地利乒乓球公開賽       | 白金系列賽 | 男子雙打 | 八強   |
| 2000年 | 亞洲乒乓球錦標賽         | 其他       | 男子雙打 | 八強   |
| 2000年 | 波蘭乒乓球公開賽         | 職業挑戰賽 | 男子雙打 | 四強   |
| 2000年 | 瑞典乒乓球公開賽         | 世界系列賽 | 男子單打 | 八強   |
| 2001年 | 美國乒乓球公開賽         | －         | 男子單打 | 四強   |
| 2001年 | 巴西乒乓球公開賽         | －         | 男子單打 | 八強   |
| 2001年 | 巴西乒乓球公開賽         | －         | 男子雙打 | 四強   |
| 2001年 | 國際桌總世界巡迴賽總決賽 | 總決賽     | 男子雙打 | 八強   |
| 2002年 | 卡達乒乓球公開賽         | 白金系列賽 | 男子單打 | 亞軍   |
| 2002年 | 義大利乒乓球公開賽       | －         | 男子單打 | 八強   |
| 2002年 | 美國乒乓球公開賽         | －         | 男子單打 | 八強   |
| 2002年 | 韓國乒乓球公開賽         | 世界系列賽 | 男子單打 | 八強   |
| 2002年 | 日本乒乓球公開賽         | 白金系列賽 | 男子單打 | 亞軍   |
| 2002年 | 荷蘭乒乓球公開賽         | －         | 男子單打 | 亞軍   |
| 2002年 | 釜山亞運                 | 其他       | 男子單打 | 亞軍   |
| 2002年 | 釜山亞運                 | 其他       | 男子團體 | 銅牌   |
| 2002年 | 國際桌總世界巡迴賽總決賽 | 總決賽     | 男子單打 | 冠軍   |
| 2003年 | 亞洲桌球錦標賽           | 其他       | 男子單打 | 八強   |
| 2003年 | 亞洲桌球錦標賽           | 其他       | 男子團體 | 亞軍   |
| 2003年 | 克羅埃西亞乒乓球公開賽   | 職業挑戰賽 | 男子單打 | 四強   |
| 2004年 | 2004年雅典奧運會         | 其他       | 男子單打 | 八強   |
| 2004年 | 世界乒乓球錦標賽         | 其他       | 男子團體 | 第八名 |
| 2004年 | 美國乒乓球公開賽         | －         | 男子單打 | 亞軍   |
| 2004年 | 希臘乒乓球公開賽         | －         | 男子單打 | 四強   |
| 2004年 | 巴西乒乓球公開賽         | －         | 男子單打 | 四強   |
| 2006年 | 杜哈亞運                 | 其他       | 男子雙打 | 銅牌   |
| 2006年 | 杜哈亞運                 | 其他       | 男子團體 | 銅牌   |
| 2006年 | 新加坡乒乓球公開賽       | －         | 男子單打 | 亞軍   |
| 2007年 | 中華台北乒乓球公開賽     | －         | 男子單打 | 八強   |
| 2007年 | 亞洲乒乓球錦標賽         | 其他       | 男子雙打 | 銅牌   |
| 2007年 | 亞洲乒乓球錦標賽         | 其他       | 男子團體 | 銅牌   |
| 2008年 | 2008年北京奧運會         | 其他       | 男子單打 | 第三輪 |
| 2008年 | 2008年北京奧運會         | 其他       | 男子團體 | 八強   |
| 2010年 | 廣州亞運                 | 其他       | 男子單打 | 八強   |
| 2010年 | 廣州亞運                 | 其他       | 男子團體 | 八強   |
| 2011年 | 智利乒乓球公開賽         | 職業挑戰賽 | 男子單打 | 冠軍   |
| 2012年 | 2012年倫敦奧運會         | 其他       | 男子單打 | 殿軍   |
| 2012年 | 世界桌球錦標賽           | 其他       | 男子團體 | 第七名 |

## 個人生活
2012年10月27日與中華航空空服員眭欣霓結婚。
2019年9月10日，兒子誕生。

## 外部連結
- 莊智淵的Facebook專頁
- 莊智淵的Instagram帳戶
- 莊智淵在国际奥林匹克委员会的资料
- 莊智淵在國際桌球總會的排名記錄（英文）
- 智淵乒乓運動館 （页面存档备份，存于）